# Deutsche Wirtschaftsbetriebe

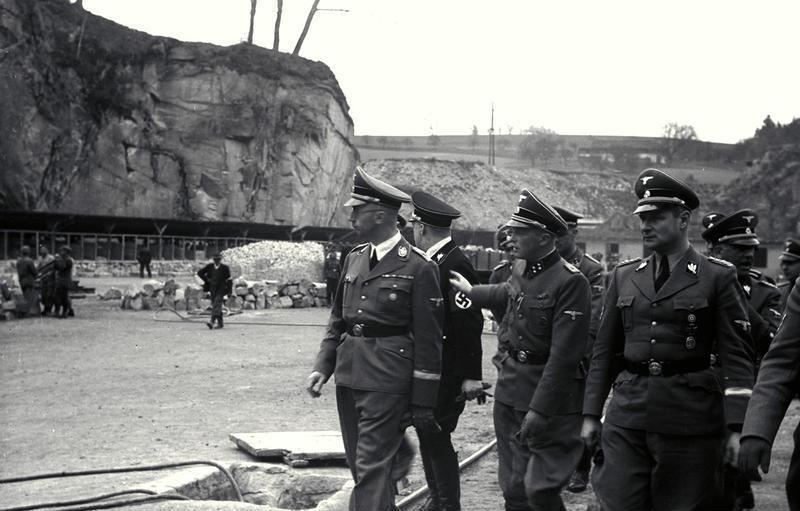
Heinrich Himmler besichtigt einen Steinbruch der Deutschen Erd- und Steinwerke GmbH (DEST) im KZ Mauthausen

Die Deutschen Wirtschaftsbetriebe GmbH (DWB) waren ein Eigenbetrieb der SS. Sie diente als Holdinggesellschaft, die beherrschende Anteile an fast allen relevanten im Eigentum der SS befindlichen Betrieben hielt. Die Holdingstruktur ermöglichte den Verlustausgleich zwischen verschiedenen rechtlich unabhängigen Unternehmen.

## Geschichte
Die DWB war eine am 26. Juli 1940 gegründete Holdinggesellschaft für mehr als 25 SS-Industriebetriebe. Die Gründung erfolgte auf der Basis einer Idee des Wirtschaftsprüfers Hans Hohberg. Oswald Pohl, Leiter der SS-Wirtschaftsabteilung (WVHA), war der Vorstandsvorsitzende der DWB. Georg Lörner, ein weiterer hoher WVHA-Beamter, war ein weiterer Gründer. Durch Aktienbesitz kontrollierte die DWB eine Vielzahl von Unternehmen wie Steinbrüche, Ziegelfabriken, Zementmühlen, Pharmafabriken, Immobilien, Wohnungen, Baustoffe, Buchdruck und -bindung, Porzellan und Keramik, Mineralwasser und Fruchtsäfte, Möbel, Lebensmittel, Textilien und Leder. Einige dieser Unternehmen und Grundstücke waren zuvor von ihren rechtmäßigen Eigentümern konfisziert oder anderweitig enteignet worden.

## Gliederung
Zur Holding gehörten unter anderem (nach Gruppen gegliedert):
Gruppe Baustoffe, Keramik und Porzellan
- Deutsche Erd- und Steinwerke GmbH (DEST)
- Ostindustrie GmbH (OSTI)
- Pragobau AG
- Golleschauer Portland-Zementfabrik AG
- Ostdeutsche Baustoffwerke GmbH
- Zettlitzer Kaolinwerke AG
- Schlackenwerk Linz GmbH
- Porzellanmanufaktur Allach
- Porzellanfabrik Victoria GmbH
- Tonwerke Großes Werder GmbH
- Essin GmbH
- Porag Porzellan-Radiatorenwerk GmbH
- Bohemia Keramische Werke AG
- Deutsche Torfverwertung GmbH
- Klinker-Zement GmbH

Gruppe Lebensmittel
- Deutsche Lebensmittel GmbH
- Selchwaren- und Konservenfabrik AG
- Salami- und Nahrungsmittelfabrik AG
- Freudentaler Getränke GmbH[3]
- F. Kunerle oHG
- Deutsche Versuchsanstalt für Ernährung und Verpflegung GmbH
- Societä Anonima Prodotti Agricoli Vitaminici Apuania
- Lesnoplod Orava Sojka a Spol
- Mattoni (Mineralwasser)
- Apollinaris (Mineralwasser)
- Sudetenquell GmbH

Gruppe Papier, Druck und Verlag
- Papierfabrik Neudeck AG
- SS-Druckschriftenversand GmbH
- Forschungsanstalt für das Deutsche Buchwesen GmbH
- Lumbeck-Gesellschaft für das deutsche Buchwesen mbH
- SS-Vordruck-Verlag GmbH
- Völkischer Kunstverlag GmbH
- Großdeutscher Bilderdienst GmbH
- Friedrich Franz Bauer GmbH
- Deutsche Briefkasten-Reklame GmbH
- Nordland-Verlag

Gruppe Siedlung und Infrastruktur
- Gesellschaft für technisch-wirtschaftliche Entwicklung mbH (Getewent)
- Siedler Wirtschaftsgemeinschaft Zamosc GmbH
- Allod Eigenheim- und Kleinsiedlungs GmbH
- Erste Gemeinnützige Baugesellschaft für Kleinwohnungen GmbH
- Haus- und Grundbesitz GmbH
- Gemeinnützige Wohnungs- und Heimstättengesellschaft mbH

Gruppe Textil und Glas
- Gesellschaft für Textil- und Lederverwertung mbH (Texled)
- Rheinahr-Glasfabrik GmbH

Gruppe Möbel und Inneneinrichtung
- Deutsches Sperrholz- und Fournierwerk GmbH
- Verkaufsstelle Berliner Möbelwerkstätten eGmbH
- Deutsche Ausrüstungswerke GmbH (DAW)
- Deutsche Meisterwerkstätten GmbH[4]
- Deutsche Heimgestaltung GmbH
- Deutsche Edelmöbel GmbH

Gruppe sonstige Unternehmen
- Gesellschaft für Seuchenbekämpfung mbH
- Asid GmbH
- Deutsche Heilmittel GmbH
- Anton Loibl GmbH
- Deutsche Schieferöl GmbH (Unternehmen Wüste)

## Film
- Blutiger Boden, reiche Gewinne. Die Wirtschaftsmacht der SS, Dokumentarfilm, 52 min, ORF/3sat/Hengster Filmproduktion 2023, Buch und Regie: Andreas Kurz.